# Agostino Fossati (calciatore)
Agostino Fossati (fl. XX secolo) è stato un calciatore italiano, di ruolo centrocampista.

## Carriera
Con la Novese vince il titolo di campione d'Italia nel campionato di Prima Categoria 1921-1922 organizzato dalla F.I.G.C.; in seguito disputa 4 gare nei campionati di Prima Divisione 1922-1923 e Prima Divisione 1923-1924.
In seguito milita nella Stradellina, fino al 1930

## Palmarès

### Club

#### Competizioni nazionali
- Campionato italiano: 1

Novese: 1921-1922